# Valangin
Valangin – dzielnica miasta Neuchâtel, w Szwajcarii, w kantonie Neuchâtel. Miejscowość zamieszkiwana jest przez 526 osób (31 grudnia 2020). Do 31 grudnia 2020 samodzielna gmina.